# Santanaraptor
Santanaraptor (Santanaraptor placidus) – niewielki dinozaur z grupy celurozaurów (Coelurosauria).
Santanaraptor placidus znaczy "rabuś Placido z Santany". Santana to nazwa formacji w której odnaleziono szczątki, Placido odnosi się do Placido Cidade Nuvensa, założyciela Muzeum w wiosce Santana do Cariri.
Żył w okresie wczesnej kredy (ok. 112-99 mln lat temu) na terenach Ameryki Południowej. Długość ciała ok. 1,3 m, wysokość ok. 50 cm, masa ok. 20 kg. Jego szczątki znaleziono w Brazylii.

## Pozycja systematyczna
Autor opisu santanaraptora (Kellner) uznał, że jest on celurozaurem i to prawdopodobnie maniraptorokształtnym. Natomiast Mickey Mortimer stwierdził, że santanaraptor nie należał do Maniraptoriformes. Wykluczył też jego przynależność do Tyrannosauroidea i uznał, że santanaraptor należy do grupy bazalnych celurozaurów lub maniraptorów tworzonej przez kompsognaty, Celura, Ornitolesta, Scypionyksa, Nedkolbertię, Nkwebazaura, Gazozaura, ornitomimozaury.

## Materiał kopalny i budowa
Dotychczas odnaleziono jedynie holotyp (MN 4802-V), czyli: trzy kręgi ogonowe, szewrony, kości kulszowe, udowe (mierzące 13 cm), kość piszczelową i strzałkową, kości stopy oraz odciśnięte miękkie części ciała - mięśnie i naskórek. Nie zachowały się żadne odciski piór ani łusek. Naskórek był bardzo cienki (~0.04 mm) i ukształtowany w nieregularne czworokąty oddzielone głębokimi żłobieniami. Na kościach wciąż są widoczne kanały po naczyniach krwionośnych i komórki kostne. Dostrzec też można (w powiększeniu) struktury, które mogą być mineralizacjami wypełniającymi naczynia włośniczkowe kości lub zastępującymi naczynia krwionośne.